# Rovensky (huyện của Belgorod)
Huyện Rovensky (tiếng Nga: ? райо́н) là một huyện hành chính tự quản (raion), của Tỉnh Belgorod, Nga. Huyện có diện tích 1287 kilômét vuông, dân số thời điểm ngày 1 tháng 1 năm 2000 là 25600 người. Trung tâm của huyện đóng ở Roven'ki.